# Astronesthes gemmifer
Astronesthes gemmifer är en djuphavsfisk som finns i havet mellan Australien och Nya Zeeland.
Exemplaren blir maximal 17 cm långa. Skäggtömen blir längre än huvudet.
Populationer hittades dessutom i norra Atlanten, öster om Madagaskar och kring Hawaii. Arten vistas i regioner som ligger 75 till 925 meter under havsytan. Antagligen har arten liksom andra familjemedlemmar små fiskar och kräftdjur som föda.
För beståndet är inga hot kända. Populationens storlek är okänd. IUCN listar arten med kunskapsbrist (DD).